# Sudnji dan (strip)
Sudnji dan je 579. epizoda Zagora objavljena premijerno u Srbiji u br. 111. u izdanju Veselog četvrtka. Na kioscima u Srbiji se pojavila 4. avgusta 2016. Koštala je 270 din. (2,27 €; 2,65 $) Imala je 94 strane.

## Originalna epizoda
Originalna epizoda pod nazivom Il giorno del giudizio objavljena je premijerno u Italiji u br. 579. regularne edicije Zagora u izdanju Bonelija 2. oktobra 2013. Epizodu je nacrtao Đani Sedioli i Marko Verni, a scenario napisao Moreno Buratini. Naslovnicu je nacrtao Galijeno Feri. Koštala je 3,9 €.

## Kratak sadržaj
Nakon proročanstva sveštenika Tomasa da će planetu uskoro pogoditi sudnji dan zbog bezbožnistva guvernera Dijega de Valdavije, Tomas naređuje svojim sledbenicima da napadnu nevernike. U trenutku kada se Tomasovi egzaltirani sledbenici sukobljavaju sa Zagorom i kapetanom Pastorom, počinje zemljotres. Prvi nalet srušio je veliki deo Konsepsiona, dok je drugi nalet podigao veliki talas iz pravca Tihog okeana, koji je potopio ceo grad. Među preživelima je i fratar Tomas koji nastavlja da ubeđuje ljude kako je sudnji dan nastupio zbog bezbožnika predvođenih guvernerom Valdavijom.
U tom trenutku u grad pristiže Bigl, brod na kom se nalazi Čarls Darvin u svom istraživanju. (Ovi događaji opisani su u Darvinovoj knjizi Biglovo putovanje koja je štampana 1839 god. Samo putovanje trajalo je 5 godina, 1831-1836. pod komandom kapetana Ficroja.) Posada zatiče razrušen grad nakon čega između Darvina i kap. Ficroja počinje diskuija o uzrocima katastrofe. Dok Darvin brani teoriju o prirodnim uzoricma (zemljotres), Ficroj zagovara biblijsko objašnjenje. U diskusiju se uključuju i preživeli stanovnici Kosepsiona koji nisu zadovoljni Darvinovim tumačenjem katastrofe. Konačno, u diskusiju se ukjučuje i Zagor koji eksplicitno ne spori niti jednu teoriju, ali zagovara aktivizam i instiknt čoveka i njegovu potrebu za preživljavanjem.
Nešto kasnije, Darvin i Zagor nailaze na guvernera Valdaviju i njegovu pratnju. Kada se saznalo da se guverner preživeo, religiozni stanovnici pod uticajem pastaora Tomasa to tumače kao đavolovim delom. Tomas je odmah organizovao grupu verskih fanatika sa ciljem da ubiju Valdaviju. Bežeći od fanatika, Zagor spašava Valdaviju i Darvina, odvodeći ih u napuštenu razrušenu zgradu. Međutim, uskoro shvataju da su upali u klopku jer ukaze u prostoriju sa rešetkama na prozorima iz koje nema izlaza.

## Prethodna i naredna epizoda
Prethodna epizoda nosila je naslov Proročanstvo (#110), a naredna Pod nebom juga (#112).